# Igneocnemis antoniae
Igneocnemis antoniae – gatunek ważki z rodziny pióronogowatych (Platycnemididae). Endemit wschodniej części filipińskiej wyspy Mindanao.